# شمرین (گروه موسیقی)
شِمرِین (فنلاندی: ShamRain)، یک گروه موسیقی راک فنلاندی است که در سال ۲۰۰۰ توسط یانه یوکاراینن و متی رینولا تأسیس شد. سبک موسیقایی این گروه در پست راک طبقه‌بندی می‌شود.
متی رینولا از بنیانگذاران گروه در پاسخ به این سؤال که چه چیزی پشت معنی نام گروه است می‌گوید: «برای ما، این کلمه معنای دقیقی از انزوا و حزن است؛ مثل اینکه شما در یک بُعد غیرواقعی در حالی که بارانی دائمی روی سرتان می‌بارد، راه بروید.»
فضاسازی غمگین و گیرا در قالب موسیقی مینیمالیسم و همچنین اشعار صادقانهٔ گروه که هرکدام از آن‌ها بیانگر دیدگاه اعضای گروه نسبت به محیط پیرامون خودشان است، از مهم‌ترین ویژگی‌های آثار شمرین می‌باشد.

## اعضا

### اعضای کنونی
اعضای کنونی:
- مینا سیهونن - آواز
- کالی پیهتینن - گیتار، کیبورد
- میکو کلاری - گیتار
- ماتی رینولا - گیتار بیس، کیبورد
- جوکا لاین - درامز

### اعضای سابق
- جان ژوکاراینن - درامز
- میکا تاوریاینن - آواز
- ریستو اولونن - کیبورد

## ترانه‌شناسی

### آلبوم‌های استودیویی
آلبوم‌های استودیویی:
- سفر به جهان تهی (به انگلیسی:Empty World Excursion)، (۲۰۰۳)
- جایی دیگر (به انگلیسی:Someplace Else)، (۲۰۰۵)
- خداحافظی با همه (به انگلیسی:Goodbye to All That) ،(۲۰۰۷)
- ایزولیشن (به انگلیسی:Isolation) ،(۲۰۱۱)

### مینی آلبوم‌ها
مینی آلبوم‌ها:
- تکه‌ها (به انگلیسی:Pieces)، (۲۰۰۲)
- شمرین (به انگلیسی: ShamRain)، (۲۰۰۴)
- عمیق‌تر در شب (به انگلیسی: Deeper into the Night)، (۲۰۰۶)